# Кума Кенго
Кенго Кума (яп. 隈 研吾, Кума Кенго, нар. 8 серпня 1954, Йокогама) — японський архітектор.

## Біографія
Кенго вирішив стати архітектором у 10 років, коли побачив Олімпійський стадіон Кендзо Танге. У 1979 році він закінчив Токійський університет, потім продовжував навчання в Колумбійському університеті в Нью-Йорку. Через кілька років Кенго заснував архітектурне бюро «Spatial Design Studio». У 1990 році також заснував «Kengo Kuma & Associates».
Кенго Кума поставив завдання відродити традицію побудови японських будинків і допомогти заново усвідомити та інтерпретувати ці традиції в XXI столітті. У 1997 році він виграв премію Японського архітектурного інституту і в 2009 році отримав французький «Орден мистецтв і культури» (фр. Officier de L'Ordre des Arts et des Lettres). Він читає лекції та є автором численних книг та статей про підходи до вивчення та критики сучасної архітектури. Його текст «Антиоб'єкт: розкладання та розпад архітектури» (Anti-Object: The Dissolution and Disintegration of Architecture), написаний у 2008 році відстоює думку, що будівля не повинна вступати в конфлікт із навколишнім середовищем і домінувати над ним. 

## Відомі проєкти
- Музей мистецтв Санторі (Токіо)[5]
- Велика бамбукова стіна (Пекін)[6]
- Пластмасовий будинок (Токіо)[7]

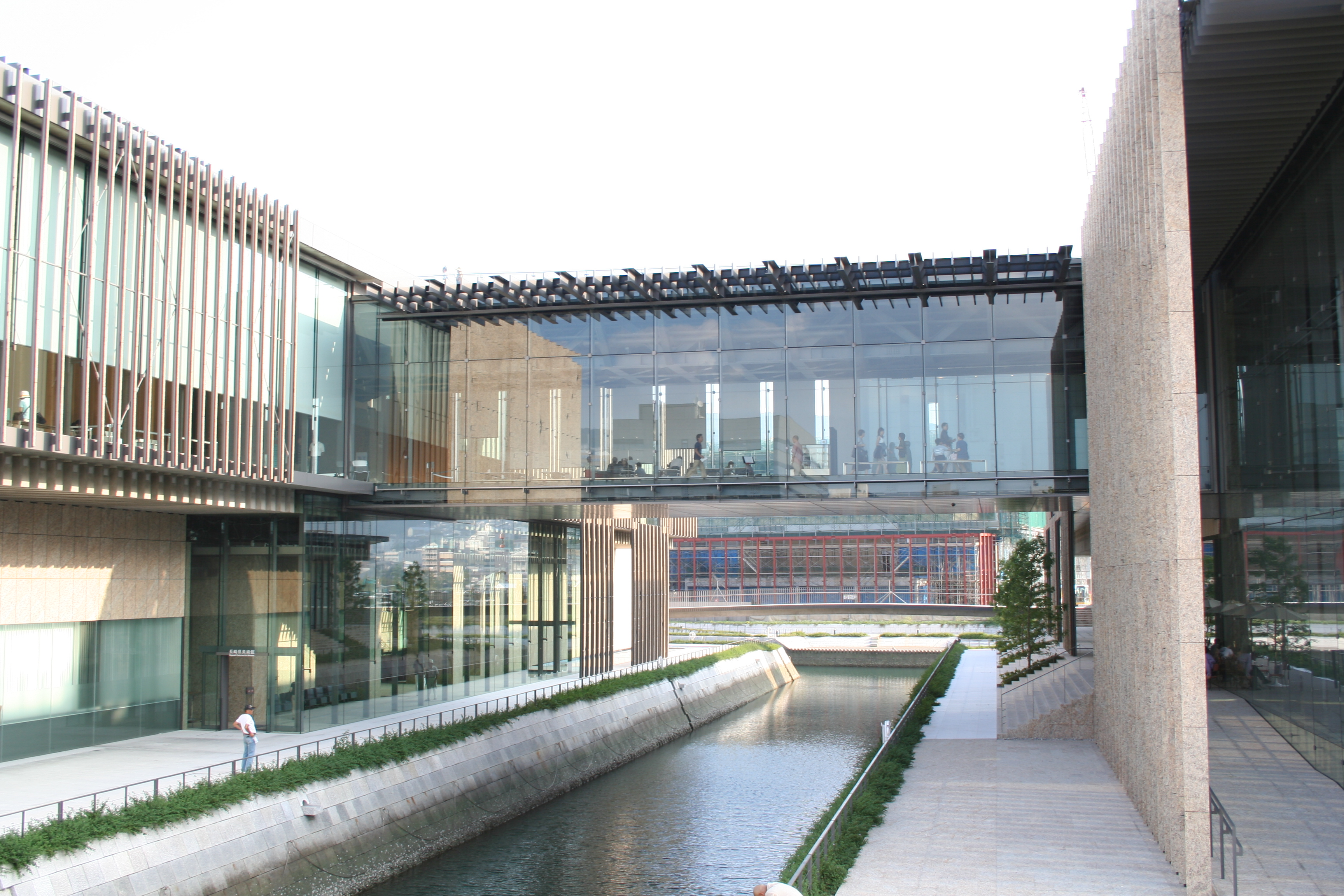
Художній музей префектури Нагасакі

- Художній музей префектури НагасакіХудожній музей префектури Нагасакі (Нагасакі)[8]
- Кам'яний музей (Насу)[9]
- Музей Андо Хіросіґе (Накагава)[10]
- M2 building (1989—1991)
- Обсерваторія Кіро-сан (1994)
- Вода/Скло, Атамі (1995)
- Новий національний стадіон (2019) — головний стадіон для церемоній відкриття та закриття, а також місце проведення змагань із легкої атлетики на Літніх Олімпійських іграх 2020 року та Літніх Паралімпійських іграх 2020 року.